# Euphanta ruficeps
Euphanta ruficeps är en insektsart som beskrevs av Melichar 1902. Euphanta ruficeps ingår i släktet Euphanta och familjen Flatidae. Inga underarter finns listade i Catalogue of Life.